# 小笹将継
小笹 将継（こざさ まさつぐ、1979年8月30日 - ）は、日本の俳優。以前はキューブ、東西南北、劇団BQMAPに所属していた。

## 出演

### 舞台
- 東西南北
  - 挙ること、謳うことの巻（2006年）[1]
  - 春雷（2007年）[1]
  - 三身十一体（2007年）[1]
  - FAMILY（2007年）[1]
  - RUNデブー（2008年）[1]
  - 戻り鰹（2008年）[1]
  - ラベンダーの桜（2010年）[1]
- 劇団BQMAP[1]

### テレビドラマ
- 夢をかなえるゾウ（2008年、日本テレビ系）木場信 役[1]
- イケ麺そば屋探偵〜いいんだぜ!〜（2009年、日本テレビ系）[1]
- わが家の歴史（2010年、フジテレビ系）[1]
- 警部補 矢部謙三（2010年、テレビ朝日系）[1]
- ホタルノヒカリ2（2010年、日本テレビ系）[1]
- カーネーション（2012年、NHK総合）水野浩二 役[1]